# Boris the Bear
Boris the Bear är en amerikansk seriefigur, skapad av James Dean Smith och Steve Mattsson och ursprungligen publicerad som serietidning av Dark Horse Comics mellan augusti 1986 och november 1991. Rollfiguren Boris the Bear har senare medverkat i andra serietidningar, och är en parodi på diverse andra seriefigurer.

### Fotnoter
1. ↑  ”Boris the Bear (1986)” (på engelska). Comic Book Database. http://comicbookdb.com/title.php?ID=19029. Läst 27 december 2015.
2. ↑  ”Boris the Bear” (på engelska). Comicvine. http://www.comicvine.com/boris-the-bear/4005-56983/issues-cover/. Läst 27 december 2015.